# Octotropis travancorica
Octotropis travancorica är en måreväxtart som beskrevs av Richard Henry Beddome. Octotropis travancorica ingår i släktet Octotropis och familjen måreväxter. Inga underarter finns listade i Catalogue of Life.